# Paul Zweifel (Politiker)
Paul Zweifel (* 22. Januar 1872; † 1923) war ein Schweizer Unternehmer und Politiker.

## Leben
Er war eines von vier Kindern des Conrad Zweifel, Weinbauer, und der Elise Laubi. 1895 erfolgte die Übernahme des elterlichen Heimwesens. 1898 gründete er gemeinsam mit seinem Bruder Emil (1874–1938) die Firma Gebr. Zweifel Höngg, Eigenbau und Handel in Weinen und war bis 1923 der technische Leiter.
Er war zwei Mal verheiratet und hatte insgesamt vier Kinder. Eines der beiden Kinder aus erster Ehe war Heinrich Zweifel.

## Politik
Von 1895 bis 1900 war Paul Zweifel Gemeinderat und von 1900 bis zu seinem Tod 1923 Gemeindepräsident von Höngg. Zudem war er von 1906 bis 1910 Mitglied des Zürcher Kantonsrats.